# 八代インターチェンジ
八代インターチェンジ（やつしろインターチェンジ）は、熊本県八代市にある九州自動車道のインターチェンジである。
八代ICより鹿児島方面側に位置する八代JCTからえびのICまで間は、5km以上の長大トンネルである肥後トンネルおよび加久藤トンネルがある為、タンクローリーなどの危険物積載車両の通行は禁止されている。当該車両が鹿児島市方面へ向かう場合は八代JCTから南九州西回り自動車道および国道3号、また人吉市・宮崎市方面へ向かう場合は八代ICから国道219号などを利用することになる。
西日本高速道路九州支社熊本高速道路事務所が併設されている。
また、八代ICから人吉ICまでの間の距離は38.5kmで日本で最も長いIC間距離である。この区間にはトンネルが肥後トンネルを含め、以下の表のように23か所連続しており、IC間のトンネルの連続数も日本一である。
| トンネル名 | 読み方           | 上り 残数 | 下り 残数 | 上り 延長(m) | 下り 延長(m) |
| ---------- | ---------------- | --------- | --------- | ------------ | ------------ |
| 大平山     | おおひらやま     | 1         | 23        | 1190         | 1200         |
| 八丁山     | はっちょうざん   | 2         | 22        | 1950         | 2030         |
| 段         | だん             | 3         | 21        | 480          | 480          |
| 横石       | よこいし         | 4         | 20        | 120          | 120          |
| 原女木     | はらめき         | 5         | 19        | 480          | 470          |
| 生名子     | おいなご         | 6         | 18        | 830          | 820          |
| 馬廻       | まめぐり         | 7         | 17        | 210          | 220          |
| 上片岩     | かみかたいわ     | 8         | 16        | 130          | 150          |
| 坊ノ木場   | ぼうのこば       | 9         | 15        | 120          | 130          |
| 古屋敷     | ふるやしき       | 10        | 14        | 100          | 130          |
| 大手木     | おおてぎ         | 11        | 13        | 390          | 390          |
| 日光谷     | にちこうだに     | 12        | 12        | 220          | 220          |
| 鮎帰       | あゆがえり       | 13        | 11        | 640          | 630          |
| 登俣       | のぼりまた       | 14        | 10        | 860          | 850          |
| 肥後       | ひご             | 15        | 9         | 6330         | 6340         |
| 白岳第一   | しらたけだいいち | 16        | 8         | 290          | 330          |
| 白岳第二   | しらたけだいに   | 17        | 7         | 200          | 170          |
| 万恵第一   | まえだいいち     | 18        | 6         | 490          | 500          |
| 万恵第二   | まえだいに       | 19        | 5         | 280          | 300          |
| 小鶴       | こづる           | 20        | 4         | 180          | 160          |
| 屋形       | やかた           | 21        | 3         | 390          | 360          |
| 柚木河内   | ゆのきごうち     | 22        | 2         | 590          | 590          |
| 淡島       | あわしま         | 23        | 1         | 1800         | 1780         |

## 歴史
- 1980年3月12日 : 松橋IC - 八代IC間 開通に伴い供用開始。
- 1989年12月7日 : 八代IC - 人吉仮出入口間が開通。

## 道路
- E3 九州自動車道（18番）

## 接続する道路
- 国道3号

## 料金所
- ブース数：6

### 入口
- ブース数：2
  - ETC専用：1
  - ETC/一般：1

### 出口
- ブース数：4
  - ETC専用：1
  - 一般：3

## 周辺
- 佐川急便八代営業所
- 九州西濃運輸八代営業所
- ヤマト運輸八代営業所[1]
- 日奈久温泉
  - 日奈久温泉は、南九州道・日奈久ICからでも利用できる。
- ヤマダデンキテックランドNew八代インター店 （車で5分ほど）
- 新八代駅 （JR九州新幹線・鹿児島本線、肥薩おれんじ鉄道肥薩おれんじ鉄道線）
- 八代駅 （JR鹿児島本線・肥薩線、肥薩おれんじ鉄道肥薩おれんじ鉄道線）
- 熊本労災病院
- 氷川町方面（宇城氷川スマートインターチェンジも利用可能）
- 八代港

## バス停留所
料金所外の国道3号付近に設置されており、上下方向ともに同じ停留所設備を共用する。

### 停車するバス路線
| 路線愛称                                     | 運行会社                                    | 方面 |
| -------------------------------------------- | ------------------------------------------- | --- |
| フェニックス号 ※スーパーフェニックス号は通過 | 九州産交バス 西日本鉄道 宮崎交通 JR九州バス | 宮崎行き：人吉IC → えびのIC → 小林IC → 都城北 → 宮崎（宮交シティ・宮崎駅） 福岡行き：八女IC → 久留米IC → 高速基山 → 福岡（呉服町・博多BT・天神高速BT）        |
| きりしま号                                   | 九州産交バス 鹿児島交通 南国交通            | 鹿児島行き：人吉IC → 鹿児島空港 → 帖佐 → 鹿児島（下伊敷・鹿児島中央駅前・天文館・鹿児島本港） 熊本行き：益城 → 熊本（熊本県庁前・桜町BT・熊本駅前・西部車庫） |

## 隣
E3 九州自動車道
(17-1)宇城氷川スマートIC - 宮原SA - (18)八代IC - (18-1)八代JCT
高速バス
宮原SA - 八代IC - 坂本PA